# Tebeak Dipoa
Tebeak Dipoa is een bestuurslaag in het regentschap Lebong van de provincie Bengkulu, Indonesië. Tebeak Dipoa telt 623 inwoners (volkstelling 2010).